# Daphnis protrudens
Daphnis protrudens is een vlinder uit de familie van de pijlstaarten (Sphingidae). De wetenschappelijke naam van de soort werd in 1874 gepubliceerd door Felder.

## Beschrijving

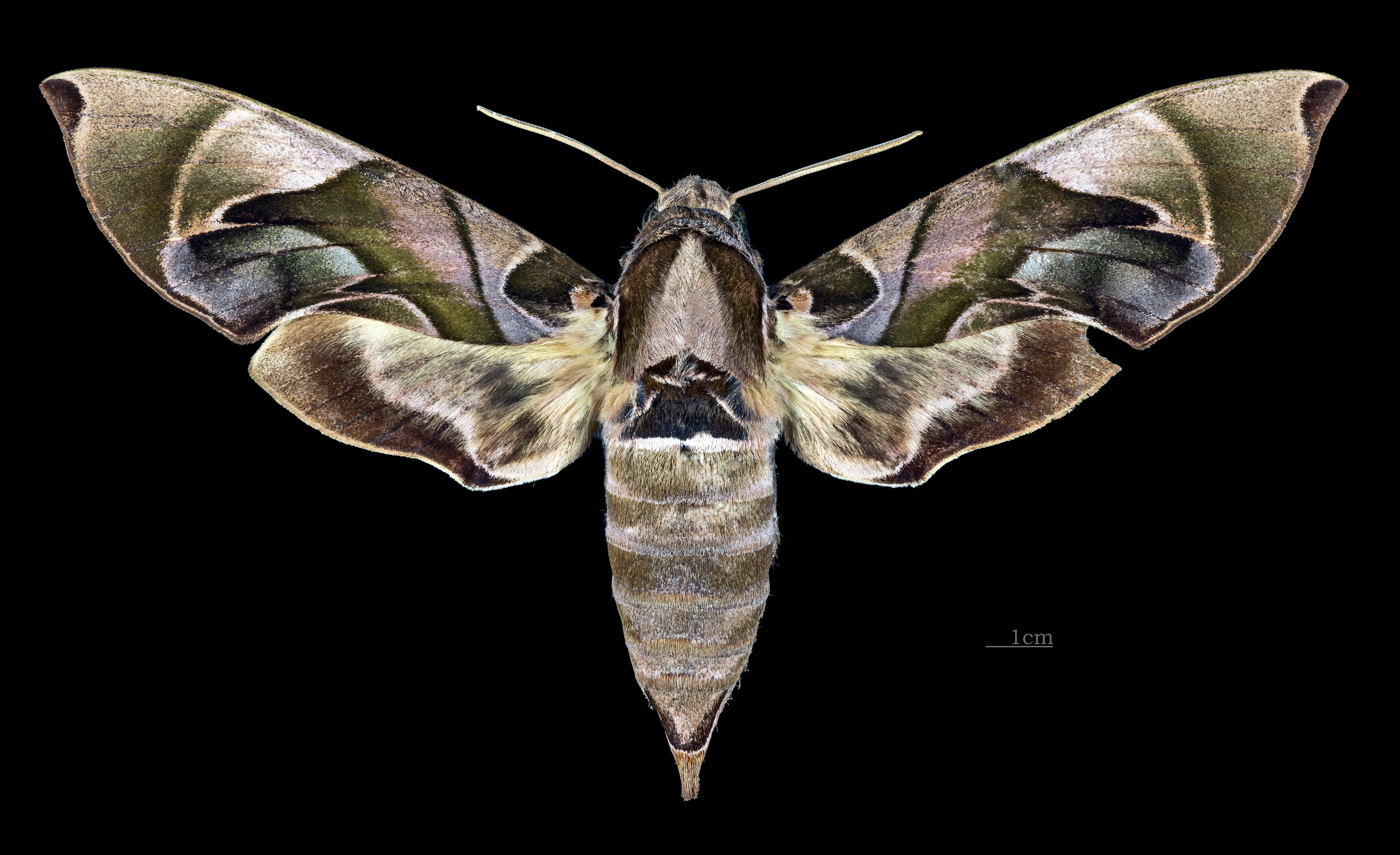
Daphnis protrudens   ♀
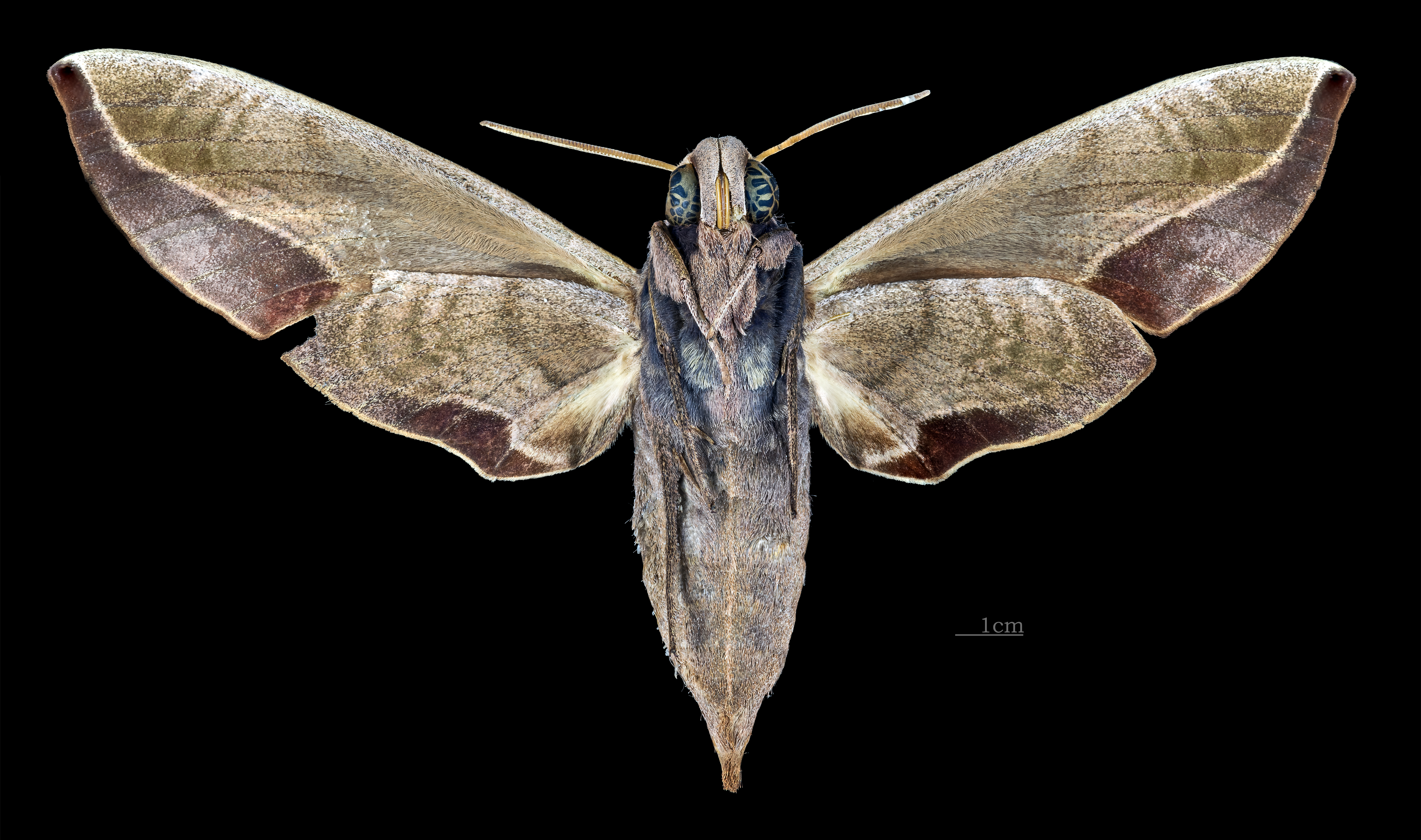
Daphnis protrudens  ♀ △